# John Frederick Mann
John Frederick Mann (* 16. Dezember 1819 in Lewisham, London, England; † 7. September 1907 in Neutral Bay bei Sydney, New South Wales, Australien) war ein Entdeckungsreisender und Landvermesser.
John Mann war der Sohn des Generalleutnants Cornelius Mann und seiner Frau Sarah, geborene Fyers. Bevor er im August 1834 in die Royal Military Academy Sandhurst eintrat, ging er in Gibraltar zur Schule, wo sein Vater diente. Nach vier Jahren beendete John Mann seinen Militärdienst und arbeitete beim Vermessungsamt in England. 1841 schiffte er sich auf der Palestine ein und kam am 6. März 1842 in Sydney an.
In den Jahren 1846 und 1847 war er an der zweiten Expedition von Ludwig Leichhardt als dessen Stellvertreter beteiligt. Diese Forschungsreise wurde vor allem wegen Erkrankung der Mannschaft und schlechter Witterungsverhältnisse nach fünf Monaten aufgegeben. Im August 1847 kam Mann wieder in Sydney an. 1888 veröffentlichte er seine Schrift Eight Months with Dr. Leichhardt, in the years 1846-47. Darin beschrieb er, dass es zahlreiche Animositäten zwischen Leichhardt und ihm und der Expeditionsmannschaft gegeben hatte. Er rechtfertigte in dieser Schrift sein Verhalten und das der Mannschaft.
Ab dem 20. März 1848 arbeitete John Mann bis 1880 im Auftrag des Surveyor-General Department. Am 16. April 1857 heiratete er Camilla Victoria, die Tochter von Sir Thomas Livingstone Mitchell. Mit ihr hatte er zwei Söhne und eine Tochter.

## Werk
- John F. Mann: Eight Months with Dr. Leichhardt in the Years 1846–47. (Original: Turner & Henderson, Sydney 1888) Digitalisat, Neuauflage: British Library, Historical Print Editions 2011, ISBN 978-1-241-43082-5.